# 悲しき街角
「悲しき街角」（かなしきまちかど、英語: Runaway）は、デル・シャノンが1961年2月に発表したシングル。ファルセットや短調から長調への転調を特徴とし、同年4月から4週連続全米一位を記録した。
日本では、飯田久彦（1961年）と、柳ジョージ（1983年）がそれぞれ日本語に訳詞され、シングルとして発表された。

## 解説
軍隊出身でカーペットの販売で生計を立てていたバンドマンのシャノンがこの曲のデビュー・ヒットにより、ソロのメジャーアーティストへの仲間入りを果たした。
ピアノ演奏はモー・ウェクスラー、間奏のクラヴィオリン演奏はシャノンのバンド仲間のマックス・クロク。（クロク考案のクラヴィオリンはミュージトロンとも呼ばれる）
タイトル原案は『リトル・ランナウェイ』であった。
『悲しき街角』の邦題で日本でもヒットした。これ以降シャノンの他の曲の邦題にも「街角」が使われるようになり「街角男」の異名を授かった。

## 飯田久彦によるカヴァー

### 収録曲
| 全編曲: 柳田六合雄。 |                                                 |                             |                                 |      |
| #                    | タイトル                                        | 作詞                        | 作曲                            | 時間 |
| 1.                   | 「悲しき街角」(RUNAWAY)                         | - 日本語詞: 漣健児          | マックス・クロク デル・シャノン | 2:48 |
| 2.                   | 「ポケット・トランジスター」(POCKET TRANSISTOR) | - ケラー - 日本語詞: 漣健児 | コルバー                        | 2:40 |
| 合計時間:            | 合計時間:                                       | 合計時間:                   | 合計時間:                       | 5:28 |

## 柳ジョージによるカヴァー
「ランナウェイ (悲しき街角)」（ランナウェイ (かなしきまちかど)）は、日本のロックミュージシャンである柳ジョージが、1983年4月16日にワーナー・パイオニア / Atlantic Recordからリリースした3枚目のシングルである。

### 解説
同年に発売されたアルバム『VACANCY』の先行シングル。
表題曲の「ランナウェイ (悲しき街角)」は、MBS系-シリーズ水曜の女『擬装結婚』の主題歌に使用された。アルバム『VACANCY』にも収録されているものは、アレンジはそのままに原曲ヴァージョンとして歌唱された。
カップリング曲の「CROSS-EYED WOMAN」は、柳ジョージ&レイニーウッドが1978年に発表したアルバム『Time in Changes』に収録されている楽曲のセルフカバー。

### 収録曲
| 全編曲: THE BAND OF NITE。 |                               |             |                        |      |
| #                          | タイトル                      | 作詞        | 作曲                   | 時間 |
| 1.                         | 「ランナウェイ (悲しき街角)」 | - 日本語詞: | Harry Balk Del Shannon | 3:52 |
| 2.                         | 「CROSS-EYED WOMAN」          | 柳ジョージ  | 柳ジョージ             | 3:14 |
| 合計時間:                  | 合計時間:                     | 合計時間:   | 合計時間:              | 7:06 |

## カヴァー
- スリー・ファンキーズ（1962年）
- ローレンス・ウェルク（1962年、全米56位、インストルメンタル・バージョン）
- ベンチャーズ（1963年）
- スモール・フェイセス（1967年）
- ボビー・ヴィントン（1975年）
- 西城秀樹（1977年、カバー・アルバム『ロックンロール・ミュージック/ヒデキ』に収録）
- ボニー・レイット（1977年）
- トラヴェリング・ウィルベリーズ（1990年）
- 斉藤和義（2004年、アルバム『青春ブルース』に収録）
- クイーン+ポール・ロジャース（2008年、アルバム『ザ・コスモス・ロックス』に収録）

## 影響を与えた曲
- ビートルズ『アイル・ビー・バック』（1964年）作者のジョン・レノンが1980年のインタビューで「悲しき街角」を参考にしたと証言している[7]。
- シャネルズ『街角トワイライト』（1981年）
- トム・ペティ&ザ・ハートブレイカーズ『Runnin' Down a Dream（英語版）』（1989年）「Me and Del were singin, 'Little Runaway'」と歌われている。